# Mandrillartige

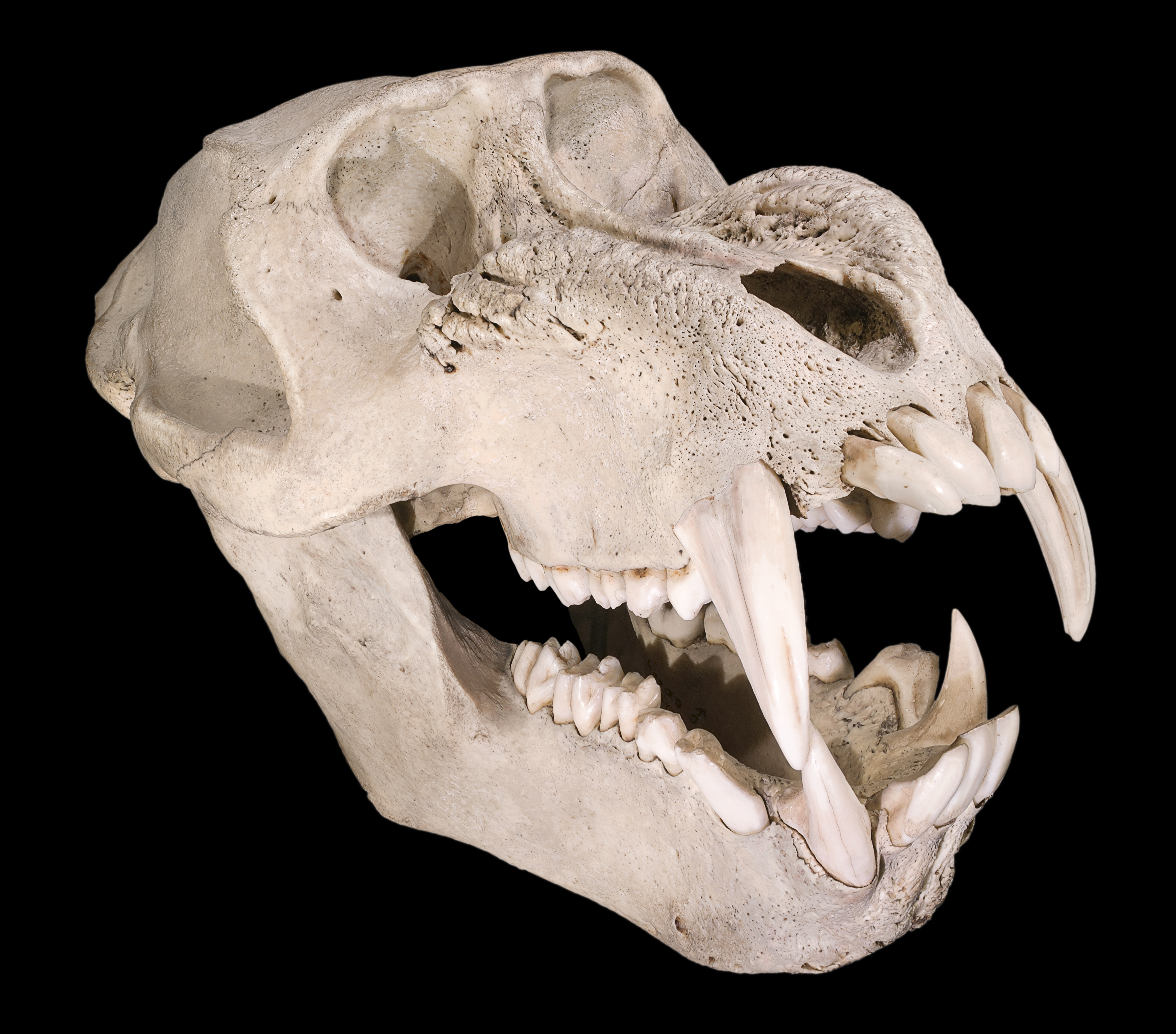
Mandrill-Schädel (männlich)

Die Mandrillartigen (Mandrillus) sind eine Gattung aus der Primatenfamilie der Meerkatzenverwandten, die zwei Arten umfasst: den Mandrill (M. sphinx) und den Drill (M. leucophaeus).

## Merkmale
Mandrillartige sind kräftig gebaute, äußerlich den Pavianen ähnelnde Affen mit langen Schnauzen und kurzen, nach oben getragenen Schwänzen und einem olivbraunen Fell. Charakteristisch für die Mandrillartigen sind knöcherne Furchen, die sich entlang des Nasenbeins nach unten ziehen. Mandrills haben sechs Furchen, die blau gefärbt sind und die rote Nase umrahmen, Drills haben zwei, bei ihnen ist das Gesicht schwarz gefärbt. Das Gesäß ist unbehaart und rosig und bläulich gefärbt. Weibchen bekommen in der Zeit ihrer Fruchtbarkeit eine große, auffällige Sexualschwellung. Unter allen Affen, wahrscheinlich auch unter allen Primaten, zeigen die Mandrillartige den größten Geschlechtsdimorphismus bezüglich des Gewichts und der Größe. Weibchen erreichen ein Gewicht von 6,5 bis 13 kg, die Männchen können mit einem Gewicht von 18 bis 45 kg mehr als dreimal schwerer werden. Damit sind sie auch die schwersten Primaten außer den Menschenaffen.

## Verbreitung
Sie bewohnen die tropischen Regenwälder in einem relativ kleinen Gebiet in Niederguinea und leben vorwiegend auf dem Boden. Das Verbreitungsgebiet der Gattung reicht vom Südosten Nigerias (östlich des Cross River) über den Südwesten und Süden von Kamerun, Äquatorialguinea (einschließlich Bioko), Gabun (westlich von Ivindo und Ogooué) bis in den küstennahen Teil der Republik Kongo nördlich von Pointe-Noire. Der Sanaga in Kamerun trennt die beiden Arten, nördlich lebt der Drill, südlich der Mandrill. Den gleichen Lebensraum, der sich durch den höchsten Regenfall in Afrika auszeichnet, bewohnen drei Gattungen der Loriartigen (Lorisiformes), die Bärenmakis (Arctocebus), die Kielnagelgalagos (Euoticus) und die Eichhörnchen-Galagos (Sciurocheirus). Wahrscheinlich zeichnet er sich dadurch aus, dass er immer feucht geblieben ist, auch in Trockenzeiten, in denen sich östlich davon ein Savannenband gebildet hat, das die sudanischen Savannen mit denen südlich des Kongobeckens verband.
Mandrillartige sind überwiegend terrestrisch und bilden große Gruppen, die riesige Streifgebiete bewohnen. Sie ernähren sich vorwiegend von Früchten, Samen, anderen Pflanzenteilen und kleinen und mittelgroßen Tieren bis zur Größe eines Duckers.

## Systematik
Die erste Beschreibung eines Drills oder Mandrills publizierte 1554 der Schweizer Naturforscher Conrad Gessner. Er betrachtete den Affen als eine Wolfsart. 1758 beschrieb der schwedische Naturwissenschaftler Carl von Linné den Mandrill unter dem wissenschaftlichen Namen Simia sphinx, 1807 folgte die Beschreibung des Drills durch den französischen Zoologen Frédéric Cuvier mit der Bezeichnung Simia leucophaeus. Die Gattung Mandrillus wurde 1824 durch den deutschen Mediziner und Naturwissenschaftler Ferdinand von Ritgen eingeführt. Früher galten die Mandrillartigen als enge Verwandte der Paviane (Papio) und wurden gelegentlich sogar als „Waldpaviane“ als zugehörig zu dieser Gattung (durch Elliot, Haltenorth u. Hilzheimer) bzw. als deren Untergattung betrachtet. Nach heutigem Kenntnisstand sind sie nur entfernt mit ihnen verwandt, ihre Schwestergruppe dürften die Weißlid-Mangaben (Cercocebus) sein. Der Drill ist polytypisch, mit zwei Unterarten, M. leucophaeus leucophaeus auf dem Festland und M. leucophaeus poensis auf Bioko, der Mandrill gilt als monotypisch.